# Collins reagens
Collins reagens is een watervrije oplossing van CrO3 in CH2Cl2, die CrO2Cl2 bevat.
Het reagens wordt gebruikt voor de oxidatie van primaire alcoholen tot de overeenkomstige aldehyden. Cr(VI) is een sterke oxidator, maar de oxidatie van een primaire alcohol verloopt onder deze omstandigheden maar tot het stadium van een aldehyde en gaat niet door tot een carbonzuur.